# 徐箴
徐箴（1899年—1949年1月27日），字士达，遼寧新賓人。中华民国政府官员、教授。

## 生平
清末自費留学日本，就讀仙台高等工業学校電氣工學科。历任奉天市政公所事业课课长、奉天市电车三厂厂长。参与吉海铁路的修建，担任总工程兼任工程处处长和总务处处长。曾任东北大学社会学教授、东北警官学校教官。
1928年12月29日，东北易帜以后，任辽宁省政府建设厅主任秘书。1929年，任哈满电信局局长。曾经是中国国民党哈尔滨市党务特派员。九一八事变爆发后，积极支持抗日活动。哈尔滨沦陷前夕，改换装束自海参崴进入中国关内。被国民政府委任北平电话局局长兼东北党务办事处委员，在抗日宣传组织方面做出一些工作。1937年以后，曾任浙江省第六区行政督察专员、浙江省第六区保安司令、福建省政府委员、福建省政府教育厅厅长。
第二次世界大戰結束後，曾任辽宁省政府主席。1947年7月19日，國民政府派徐箴為國民大會代表立法院立法委員遼寧省選舉事務所主任委員。:8385-83861948年辞去辽宁省政府主席一职，前往上海、杭州等地。1949年因第二次国共内战戰事吃緊，於農曆除夕夜乘太平轮准备前往台湾，卻遭遇船難而身亡，享年50歲。